# Yuri Riazánov
Yuri Riazánov (Vladímir, Rusia, 21 de marzo de 1987-Borsha, Rusia, 20 de octubre de 2009) es un gimnasta artístico ruso, subcampeón del mundo en 2006 en el concurso por equipos.

## Carrera deportiva
En el Mundial de Aarhus 2006 gana la plata en el concurso por equipos —Rusia queda tras China y por delante de Japón (bronce) y sus compañeros de equipo fueron: Maksim Deviatovski, Dmitri Gogotov, Serguéi Jorojordin, Nikolái Kriúkov y Aleksandr Safoshkin.
En el Mundial celebrado en Londres en 2009 gana el bronce en la competición general individual, tras el japonés Kohei Uchimura (oro) y el británico Daniel Keatings.